# 多岐村
多岐村（たぎむら）は、かつて岐阜県養老郡に存在した村である。
現在の養老郡養老町北西部に該当し、牧田川沿いの村であった。
多岐村が成立した際は多芸郡の村であったが、郡制施行後、養老郡の村となっている。

## 歴史
- 1885年（明治18年） - 牧田川[注釈 1]洪水により高畑村[注釈 2]が壊滅的な被害を受け、全村民が離村し、実質上廃村となる。
- 1889年（明治22年）7月1日 - 高畑村と多岐墳村が合併し発足。
- 1897年（明治30年）4月1日[1] - 郡制に基づき多芸郡の一部と上石津郡が合併し、養老郡となる。
- 1897年（明治30年）4月1日 - 北大墳村、直江村、飯積村、金屋村と合併し多芸村が発足。同日多岐村廃止。

## 神社
- 多岐神社